# CHAOS STEP
CHAOS STEP（カオス ステップ）は、THE MAD CAPSULE MARKETSのシングル。

## 解説
- 3ヶ月連続リリースの第一弾（第二弾が次回作シングル「GAGA LIFE.」、第三弾がアルバム「010」)。このCDはCDエクストラ仕様となっており、インターネットに接続することによって、歌詞を見ることができる。
- 完全限定生産となっており（これは次回作「GAGA LIFE.」も同様）、特典として「BLACK CYBORN」のキューブリックが付属している。
- 記事名（曲名）の「CHAOS STEP」の「A」の表記は正確には「○」の中に「A」。後のベストアルバム「1997-2004」では「CHAOS STEP」と◯が省かれて表記されている。

## 収録曲
1. opening:prologue of the plot
2. CHAOS STEP
映画「ワイルド・スピードX3 TOKYO DRIFT」挿入歌。